# Pecluma
Pecluma es un género de helechos perteneciente a la familia  Polypodiaceae. Es originario de los Neotrópicos. Están descritas 45 especies de las cuales solo 34 han sido aceptadas hasta la fecha.

## Descripción
Son helechos terrestres, rupícolas o epífitos; con raíces a menudo prolíficas; rizoma cortamente rastrero, escamoso, dorsiventral (i.e., las hojas emergen sólo de la superficie dorsal), las escamas no clatradas a subclatradas, linear-lanceoladas a ovadas, concolores, glabras o comosas; pecíolos articulados a los filopodios, teretes, a veces alados; hojas estériles y fértiles monomorfas; lámina pectinada (ciertas especies tienen segmentos basales reflexos o todos los segmentos ascendentes), angostamente oblonga a linear; raquis peloso adaxialmente, escamoso y/o peloso o glabro abaxialmente; segmentos lineares, adnados al raquis, próximos entre sí, enteros;  nervaduras simples a 2-bifurcadas, ocasionalmente anastomosándose; parafisos presentes en ciertas especies; esporangios longipediculados, con o sin sétulas en las cápsulas cerca del anillo; con un número de cromosomas de x=37.

## Taxonomía
Pecluma fue descrito por Michael Greene Price y publicado en American Fern Journal 73(4): 109. 1983. La especie tipo es: Pecluma pectinata (L.) M.G. Price. 

## Especies aceptadas
A continuación se brinda un listado de las especies del género Pecluma aceptadas hasta junio de 2012, ordenadas alfabéticamente. Para cada una se indica el nombre binomial seguido del autor, abreviado según las convenciones y usos:
- Pecluma absidata (A.M. Evans) M.G.
- Pecluma alfredii (Rosenst.) M.G. Price
- Pecluma atra (A.M. Evans) M.G. Price
- Pecluma bourgeauana (E. Fourn.) L.A. Triana
- Pecluma bermudiana (Evans) M.G. Price
- Pecluma camptophyllaria (Fée) M.G. Price
- Pecluma choquetangensis (Rosenst.) M.G. Price
- Pecluma consimilis (Mett.) M.G. Price
- Pecluma curvans (Mett.) M.G. Price
- Pecluma dispersa (A.M. Evans) M.G. Price
- Pecluma divaricata (E. Fourn.) Mickel & Beitel
- Pecluma eurybasis (C. Chr.) M.G. Price
- Pecluma ferruginea (M. Martens & Galeotti) M.G. Price
- Pecluma filicula (Kaulf.) M.G. Price
- Pecluma funicula (Fée) M.G. Price
- Pecluma hoehnii (A. Samp.) Salino
- Pecluma hygrometrica (Splitg.) M.G. Price
- Pecluma imbeana (Brade) Salino
- Pecluma insularis (Brade) Salino
- Pecluma macedoi (Brade) M. Kessler & A.R. Sm.
- Pecluma oranensis (de la Sota) de la Sota
- Pecluma paradiseae (Langsd. & Fisch.) M.G. Price
- Pecluma pastazensis (Hieron.) R.C. Moran
- Pecluma pectinata (L.) M.G. Price
- Pecluma pectinatiformis (Lindm.) M.G. Price
- Pecluma pilosa (A.M. Evans) M. Kessler & A.R. Sm.
- Pecluma plumula (Humb. & Bonpl. ex Willd.) M.G. Price
- Pecluma ptilota (Kunze) M.G. Price
- Pecluma recurvata (Kaulf.) M.G. Price
- Pecluma robusta (Fée) M. Kessler & A.R. Sm.
- Pecluma sanctae-mariae L.A. Triana
- Pecluma sicca (Lindm.) M.G. Price
- Pecluma singeri (de la Sota) M.G. Price
- Pecluma sursumcurrens (Copel.) M.G. Price
- Pecluma truncorum (Lindm.) M.G. Price
- Pecluma venturii (de la Sota) M.G. Price